# 馬里亞尼夫卡 (沃洛達爾西克-沃林西基區)
50°39′38″N 28°19′49″E / 50.66056°N 28.33028°E
馬里亞尼夫卡（烏克蘭語：Мар'янівка），是烏克蘭北部的村莊，隸屬日托米爾州的日托米爾區。該村始建於1900年，面積0.82平方公里，2001年人口91。